# خودمونية
خودمونية، (بالفارسية: پارس‌های لارستانی) و(بالإنجليزية: Larestani Persian) يُعرف السكان ذوو الغالبية السنية في جنوب إيران باسم لارستاني (أيضًا باسم شعب لاري أو أتشومي أو خودموني). هم مجموعة عرقية فارسية تسكن بشكل أساسي في جنوب فارس، وهرمزغان في إيران. هاجرت أعداد كبيرة من شعب لارستاني إلى الكويت والبحرين والإمارات العربية المتحدة ودول الخليج العربي الأخرى في المنطقة، وفي البحرين، البحرينيون السنّة من أصل لارستاني يتحدثون غالبًا لغة الأتشومي (التي تُعتبر لغة أقرب إلى اللغة الفارسية القديمة من اللغة الفارسية الحديثة).
الأتشوميون أو الخودمونيون منتشرون في أربع محافظات إيرانية، جنوب فارس وکرمان ، والجزء الشرقي من بوشهر وتقريباً جميع هرمزغان هي موطنهم.
كما أنهم يعيشون في دول الخليج لفترة طويلة.
الخودمونیون یتکلمون باللغة الأتشومية.

## التوزّع المذهبي
غالبية الخودمونية هم من أهل السنة والجماعة مع أقلية من الشيعة.

## الإقليم

### الجغرافيا الطبيعية
مناطق غينو وخورخوران المحمية هما اثنتان من 13 محميات المحيط الحيوي لليونسكو في إيران. أيضًا ، تعتبر مناطق هرمود وماند ومارز وبحر آسيمان ، التي تقع في الجغرافيا اللغوية لهذه المنطقة ، مناطق محمية في إيران.
تقع معظم جزر إيران في الخليج في محافظتي بوشهر وهرمزغان ، حيث تبلغ مساحة جزيرة قشم 1491 كيلومترًا مربعًا أكبر من 23 دولة. على سبيل المثال ، قشم أكثر 2.5 مرة من سنغافورة والبحرين وسان مارينو ، 1.5 مرة أكثر من هونغ كونغ ، 5 مرات أكثر من جزر المالديف و 70 مرة أكثر من ماكاو.

### المأكولات المحلية الشهيرة
خبز فلزي:
في بعض دول الخليج هي أكلة شعبية مشهورة، وكذلك في جنوب غرب في جنوب إيران. قد تسمى باسماء متشابهة مثل: فلزي، فليزي، وفَلزنگ و خبز الفلزين. في السابق كانت تخبز بنار الحطب. اشتهرت القرى في الساحل الشرقي للخليج بإعداد هذا الخبز خصوصًا في القرى بر فارس . وبعض مناطق الخليج ويعد من طحين حبوب القمح والشعير.
المشاوة:
المهياوة أو المهوة هي صيغة قديمة لصنع صلصة السمك من السردين وبعض التوابل. يقول الخودمونية إن صيغة المهياوة أو (المهوة) أعدها طبيب وعالم إيراني ابن سينا ، أو حسب البعض بزرجمهر وزير أنوشيروان ، ويعتقدون أن تناول مهياوة ، الذي يحتوي أيضًا على الخردل ، يمنع الصدفية.
ورتوة:
ورتوة أو بالاتوة عبارة عن عجينة توضع على مقلاة وتنتشر على النار وتخلط مع خليط من البيض والسمسم وصلصة السمك.
ثم يتم تسخينها بالزيت المحلي أو الجبن.
ربما هذه هي البيتزا التي أكلها جنود دارا الأول في الحروب!